# Vlinks
Vlinks is een Vlaams-progressieve netwerkgroep in Vlaanderen. Ze werd in 2015 opgericht door Vlamingen die het oneens waren met de rechts-conservatieve koers van de Vlaamse Beweging, en meer bepaald van N-VA en Vlaams Belang. De organisatie omschrijft zich als "Vlaams, sociaal en progressief" en pleit voor "een Vlaanderen met maximale autonomie". Enkele kernleden van Vlinks zijn Tom García, Johan Velghe, Erik D'hamers, Mark Van Mullem en Ludo Abicht.
In 2021 waren verschillende kernleden van Vlinks betrokken bij de oprichting van de Vlaams-progressieve politieke partij Vista, waarmee ze aan de verkiezingen in 2024 willen deelnemen.